# Yushania wardii
Yushania wardii är en gräsart som först beskrevs av Norman Loftus Bor, och fick sitt nu gällande namn av Dieter Ohrnberger. Yushania wardii ingår i släktet yushanior, och familjen gräs. Inga underarter finns listade i Catalogue of Life.